# Hasselfors
Hasselfors is een plaats in de gemeente Låxa in het landschap Närke en de provincie Örebro län in Zweden. De plaats heeft 463 inwoners (2005) en een oppervlakte van 127 hectare.